# Yves Deniaud (homme politique)
Pour les articles homonymes, voir Yves Deniaud.
Yves Deniaud, né le 1er septembre 1946 à Casablanca au Maroc, est un homme politique français.

## Biographie
Cadre commercial de formation, il est élu député de l'Orne le 28 mars 1993, réélu le 1er juin 1997, puis à nouveau le 16 juin 2002 et en juin 2007. Membre du groupe Union pour un mouvement populaire, il prend sa retraite politique en 2012 au terme de la XIIIe législature.
Il est fait chevalier de la Légion d'honneur par l'ancien président UMP Nicolas Sarkozy le 31 mars 2016 à Valframbert.

## Mandats
- Conseil municipal de Caen du 6 mars 1971 au 12 mars 1977 ;
- Adjoint au maire d'Alençon du 19 mars 1989 au 18 mars 2001 ;
- Conseiller régional de Basse-Normandie du 31 août 1989 au 14 mars 2010
- Député de l'Orne du 2 avril 1993 au 17 juin 2012.